# Sivasailam

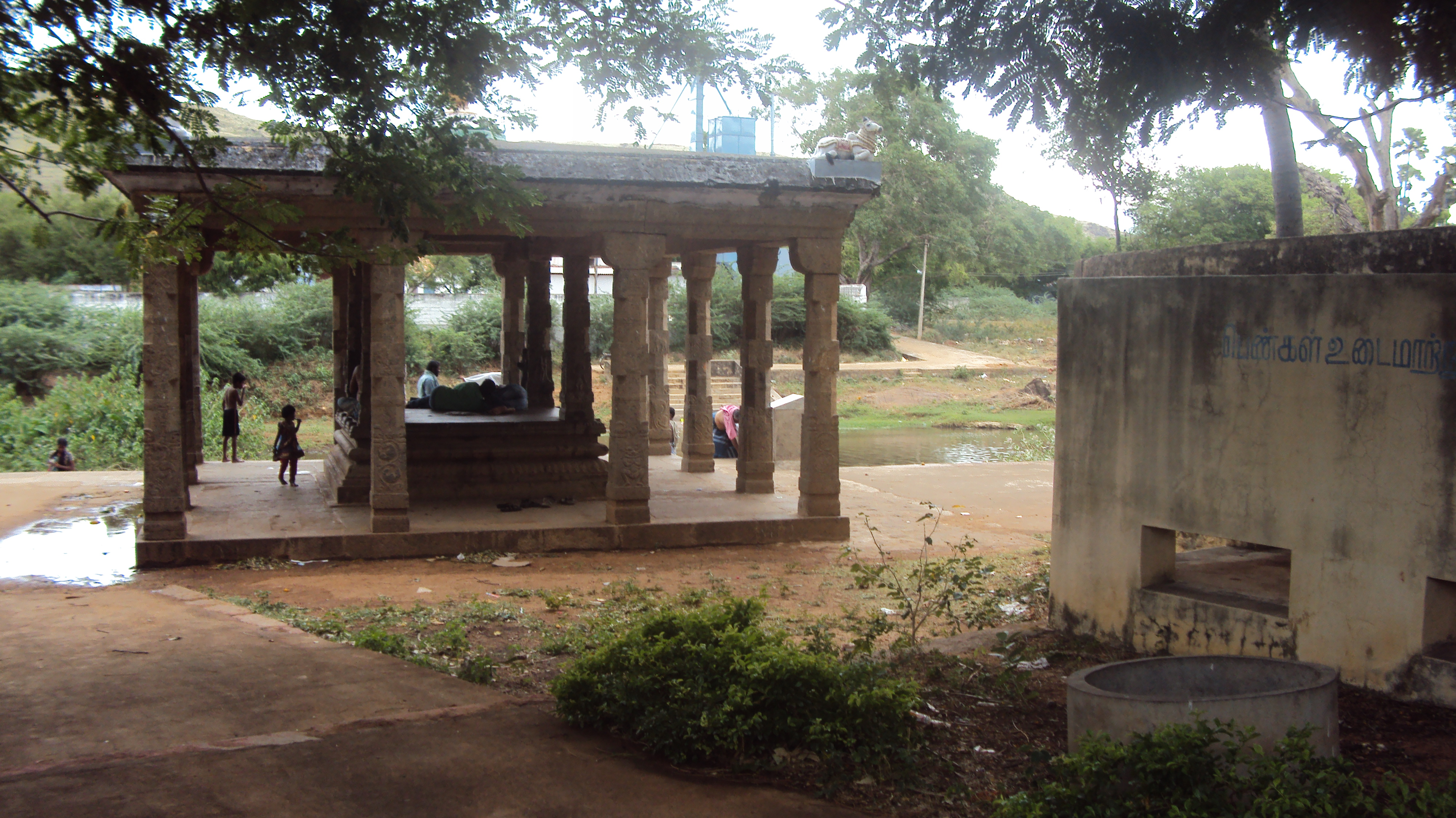
Pfeilerhalle mit Sockelpodest am Flussufer

Sivasailam (Tamil: சிவசைலம் Civacailam [ˈsiʋəsai̯lʌm]; Sivasaailam beim indischen Zensus) ist ein ca. 1.900 Einwohner zählendes Dorf im südindischen Bundesstaat Tamil Nadu.

## Lage und Klima
Sivasailam liegt ca. 53 km (Fahrtstrecke) nordwestlich der Distriktshauptstadt Tirunelveli in der regen- und waldreichen Region nahe der gebirgigen Grenze zum Bundesstaat Kerala in einer Höhe von gut 100 m. Das Klima ist tropisch warm; Regen fällt hauptsächlich in den Monsunmonaten August bis November.

## Bevölkerung
Die überwiegend Tamil sprechenden Einwohner des Ortes sind ganz überwiegend Hindus; andere Religionen spielen unter der Landbevölkerung Südindiens kaum eine Rolle. Der männliche Bevölkerungsanteil ist ca. 3 % höher als der männliche.

## Wirtschaft
Im Umland des Dorfes wird Feldwirtschaft (Reis, Erdnüsse, Chili) und auch etwas Viehzucht (Rinder, Hühner) betrieben; im Ort selbst gibt es Kleinhändler, Handwerker und Tagelöhner.

## Geschichte
Mit Unterbrechungen vor allem durch die Chola (ca. 850 bis 1200) herrschte in der Region seit dem Frühmittelalter die Dynastie der Pandyas (Hauptstadt Madurai). Im 14. Jahrhundert okkupierten muslimische Herrscher kurzzeitig die Macht, die dann auf das hinduistische Vijayanagar-Reich überging, das seinerseits den Nawabs von Karnatik (ca. 1690–1801) Platz machen musste. Zwischenzeitlich stritten sich jedoch Briten und Franzosen in den Karnatischen Kriegen (1744–1763) um die Vorherrschaft in der Region.

## Sehenswürdigkeiten
- Der Ort hat einen bis in die Pandya-Zeit zurückreichenden Shiva-Tempel, dessen in der Pfeilervorhalle (mandapa) befindliche Nandi-Statue auf einem Sockelpodest ruht.
- Am Ufer des Gadananathi-Flusses befindet sich eine weitere, nach allen Seiten offene Pfeilerhalle mit einem Sockelpodest, aber ohne den Nandi-Bullen.